# Devastator Peak
Devastator Peak är en bergstopp i Kanada.   Den ligger i provinsen British Columbia, i den sydvästra delen av landet, 3 500 km väster om huvudstaden Ottawa. Toppen på Devastator Peak är 2 327 meter över havet, eller 93 meter över den omgivande terrängen. Bredden vid basen är 0,30 km.
Terrängen runt Devastator Peak är huvudsakligen bergig, men västerut är den kuperad.Trakten runt Devastator Peak är nära nog obefolkad, med mindre än två invånare per kvadratkilometer.. Det finns inga samhällen i närheten. 
I omgivningarna runt Devastator Peak växer i huvudsak barrskog.